# Тіні забутих предків (повість)
«Тіні забутих предків» — повість українського письменника Михайла Коцюбинського, написана під враженням його перебування на Гуцульщині в 1911 році.
У творі розповідається про кохання гуцулів Івана й Марічки з ворогуючих родів. У повісті яскраво передано гуцульські побут і життя з елементами фольклору.
1960 року поставлено балет на музику Віталія Кирейка.
1964 року повість екранізував Сергій Параджанов.

## Сюжет
У селі біля річки Черемош ростуть двоє дітей, Іван та Марічка. Через відлюдькуватість та цікавість до чаклунства й нечистої сили мати Івана навіть вважала його одмінком. Коли йому виповнюється 7 років, одного разу, пасучи корів, Іван чує дивну пісню, хоча поряд немає людей. Згодом він дізнається про давню ворожнечу свого роду Палійчуків з Гутенюками, та стає свідком нападу на свого батька, від рани той за кілька днів помирає. Під час конфлікту він б'є Марічку, адже вона з роду Гутенюків, та викидає в річку її кісники. Вона хвалиться, що має кращі, Іван із заздрощів починає хвалитися сам і врешті діти забувають про образу.
Іван з Марічкою починають разом пасти овець та з часом закохуються одне в одного. З тринадцяти років вони кохаються та мріють про одруження. Проте після смерті батька господарство занепадає. Юнак вирушає на літо на заробітки працювати на полонині. Там разом з іншими гуцулами він випасає овець, доїть їх та виробляє будз і бринзу.
Коли Іван лишається вартувати ватру, йому ввижається Марічка. Повернувшись із полонини, він дізнається, що Марічка загинула через повінь. Спершу він не вірить, вважаючи це чутками Гутенюків, але потім знаходить тіло коханої. Пригнічений втратою, Іван блукає горами, живлячись самими ягодами. У селі його вважають загиблим.
За сім років Іван повертається додому змарнілий та розповідає, що працював в угорців пастухом. Він одружується на дівчині з багатого роду Палагні та добре веде господарство. Проте Палагна починає зраджувати його з мольфаром Юрою, що нібито володіє могутнім чаклунством. Іван через це б'ється з Юрою на бартках в корчмі та ранить його, але суперник ламає його зброю. Після цього Іван знову марніє та підозрює, що мольфар повільно вбиває його чаклунством. Йому вдається підглянути, як Юра при Палагні штрикає ляльку, насилаючи хворобу та смерть.
Відвідавши місце, де гуляв з Марічкою, Іван зустрічає її в подобі мавки. Вони розмовляють про те як разом розважалися, поступово заглиблюючись у ліс. Несподівано Марічка зникає, Іван розпалює багаття, до якого приходить чугайстер та запитує, де мавка. Знаючи, що за переказами чугайстер полює на мавок, Іван не видає, що був з примарою Марічки. Чугайстер кличе його в танок, Іван грає ту саму пісню, що чув в дитинстві. Після танцю Іван падає знесилений, але незабаром вирушає на пошуки коханої. Йдучи на її голос крізь хащі, він падає в урвище. Наступного дня пастухи знаходять Івана ледь живим, та скоро він помирає.
Ховають Івана за місцевим звичаєм з танцями й піснями. Скоро поховання перетворюється на гру з веселощами і від танцю тіло Івана саме починає трястися, наче живе, під звук трембіт.

## Основні персонажі
- Іван Палійчу́к  — дев'ятнадцята за рахунком дитина в родині, хоча вона невелика, оскільки багато дітей померло малими. Змалку він повільно росте, почувається незручно серед людей, часто втікає в ліс. Добре знається на травах та переказах про нечисту силу ще з дитинства. Згодом знайомиться з Марічкою, дівчинкою з ворожого роду Гутенюків. Між дітьми зав'язується дружба, а згодом — кохання. Після смерті низки родичів хлопець змушений іти працювати на полонину, і коли повертається, дізнається, що Марічка загинула. З великого горя Іван іде в ліс і там живе шість років. Потім повертається додому, одружується з Палагною. Закінчується його життя зустріччю з нявкою в образі Марічки. Іван іде за нею в ліс, згадуючи минуле кохання, але мара зникає при появі чугайстра, доброго лісового духа. Знаючи, що навка нечиста сила, Іван однак не дає чугайстрові спіймати її. Навка знову кличе його і Іван, йдучи на голос, падає в урвище.

- Марічка Гутеню́к  — кохана Івана з ворожого роду Гутенюків. Познайомилася з Іваном ще в дитинстві. Поетична душа, вона складає й співає пісні, тоді як Іван грає на флоярі. Попри взаємне кохання, передчуває, що щасливо жити їм разом не судилося. Згодом, коли Іван пішов у найми, гине в Черемоші під час повені. Пізніше її образ з'являється Івану Палійчуку як мавка, ведучи його до загибелі.

- Пала́гна  — дівчина з багатого роду, добра господарка. Вона виходить за Івана після смерті Марічки, але невдоволена своїм мрійливим чоловіком, не розуміє його пісень. Палагна стає коханкою сусіда, мольфара Юри, та схвалює його чаклунство, покликане вбити Івана.

- Юра  — мольфар, чоловік, наділений надприродними здібностями. Йому начебто під силу відігнати градову хмару чи, навпаки, викликати дощ, урятувати худобу чи звести людину. Має дружину Гафію, але охоче зраджує їй з Палагною та прагне звести чарами Івана зі світу.
- Фантастичні істоти — Щезник, Чугайстер, мавки (нявки).

## Історія написання
Повертаючись з Італії влітку 1910 року, Михайло Коцюбинський заїхав у карпатське село Криворівню. Короткі відвідини того краю з мальовничою природою та первозданним побутом мешканців гір не дали письменнику досить матеріалу для твору, проте бажання написати про «незвичайний казковий народ», гуцулів, не полишило його. Коцюбинський ще раз відвідав гуцульський край, де вивчав звичаї, побут, фольклор його мешканців. На думку письменника, гуцули й у XX ст. залишились язичниками. Враження від «чарівного полону» горян лягли в основу повісті.

## Ілюстрування
Повість «Тіні забутих предків» з моменту її появи ілюструвало безліч художників, а саме: Михайло Жук, Олена Кульчицька, Іван Філонов, Любомир Прийма, Георгій Якутович та інші.
- Обкладинку до видання 1913 року створив Михайло Жук. У 1912 році Михайло Коцюбинський запропонував Жуку намалювати обкладинку до «Тіней забутих предків» для шведського видавництва Альфреда Єнсена в Стокгольмі. Коцюбинський, побачивши ескіз, зазначив: «Малюнок ваш, спасибі, дістав. Він мені дуже подобається з декоративного боку, але символу вашого ніяк не можу зрозуміти»[1].
- Видання повісті «Тіні забутих предків» 1929 року ілюструвала Олена Кульчицька. До роботи над книгою були залучені й інші митці: Юліан Буцманюк (працював над початковими літерами) та Іван Крушельницький (мав створити заставки й кінцівки). Видання планувалося надрукувати до 15-ї роковини з дня смерті Коцюбинського (25 квітня 1928 року), а кошти від реалізації книги мали піти на спорудження пам'ятника письменнику у Вінниці. Команда митців не встигла видати «Тіні забутих предків» до роковин смерті Михайла Коцюбинського, але видання було здійснено до 65 річниці з дня народження письменника (17 вересня 1929 року). Перед друком книги з ідеологічних причин харківські книгодрукарі графічний портрет письменника роботи Івана Крушельницького замінили фотопортретом, а обкладинку роботи Олени Кульчицької — обкладинкою, яку виконав Антон Середа. Видання повісті 1929 року було цензуроване. Два примірники «Тіней забутих предків» 1929 року видання зберігаються у Львівській науковій бібліотеці ім. В. Стефаника НАН України: в одному — вирізано ножицями передмову Антона Крушельницького; у другому — закреслене синім чорнилом прізвище редактора. Всього книга містить 75 ілюстрацій Олени Кульчицької. В ілюстраціях художниці відтворена чарівна природа  Гуцульщини: пейзажі Чорногори, краєвиди села Криворівня. Передають ілюстрації і деталі гуцульського побуту, одяг персонажів, меблі та деталі інтер'єру. В графічних роботах мисткині присутня і магії, як і повісті «Тіні забутих предків». Ілюстрації Кульчицької до «Тіней забутих предків» надзвичайно деталізовані, витончені, етнографічно-пізнавальні[2].
- У 1967 році у київському видавництві «Дніпро» вийшла книга «Тіні забутих предків» з ілюстраціями Георгія Якутовича, що представила творче осмислення та інтерпретацію твору художником. Сміливим рішенням митця був поділ повісті на чотири частини, кожна з яких відповідає певному життєвому циклу головного героя Івана Палійчука: перша — щасливе дитинство з Марічкою, друга — робота на полонині юнаком, третя — сіра буденність чоловіка з Палагною, четверта — кінець життя. На непарних сторінках перед початком кожної частини розділи виділяються шмуцтитулом, на якому — невелике схематичне зображення Івана вгорі та цитата-епіграф знизу. На зворотній, парній, стороні розташована гравюра, яка узагальнює зміст розділу, відтворюючи його найяскравіший образ. Книга містить також десять дереворитів, що слугують ілюстраціями до фрагментів тексту. Втіленням провідної лінії книги — кохання Марічки та Івана є фронтиспіс[3].
- У 1960 році книга «Тіні забутих предків» вийшла у видавництві «Держлітвидав» з ілюстраціями Івана Філонова, які художник створив 1957 року.
- У 1988 році у львівському видавництві «Каменяр» книга «Тіні забутих предків» вийшла з ілюстраціями Любомира Прийми.

«Тіни забутих предків» з ілюстраціями Дарії Луцишиної

- 31 березня 2023 року у видавництві «Discursus» вийшла книга «Тіни забутих предків», де збережено авторську лексику прижиттєвих видань. За цим же прижиттєвим виданням 1913 року подане написання назви з літерою «и» в слові «тіни». Над ілюстраціями до книжки працювала Дарія Луцишина.[4].

## Адаптації

### Екранізація
1964 року вийшла однойменна екранізація Сергія Параджанова. Головні ролі виконували Іван Миколайчук (Іван), Лариса Кадочникова (Марічка), Тетяна Бестаєва (Палагна), Спартак Багашвілі (Юра). Художником-постановником фільму був Георгій Якутович. Важливо, що у прокаті за кордоном фільм мав назву «Дикі коні вогню».
Режисер згадував: 
| "Я давно мріяв створити фільм, в якому на повний голос можна було б розказати про поетичну, талановиту душу українського народу". |
Після прочитання повісті Михайла Коцюбинського в Параджанова одразу виникло бажання її поставити. Тож він знайшов твір, що відповів його мистецьким уподобанням: 
| "Ми хотіли зробити фільм про вільну людину, про серце, яке хоче вирватися, звільнитися від побуту, від дрібних пристрастей і навичок... Ми відкривали для себе Карпати не як етнографічний матеріал. Любов, відчай, самотність, смерть — ось фрески з життя людини, які ми створили." |

### Мистецькі проєкти

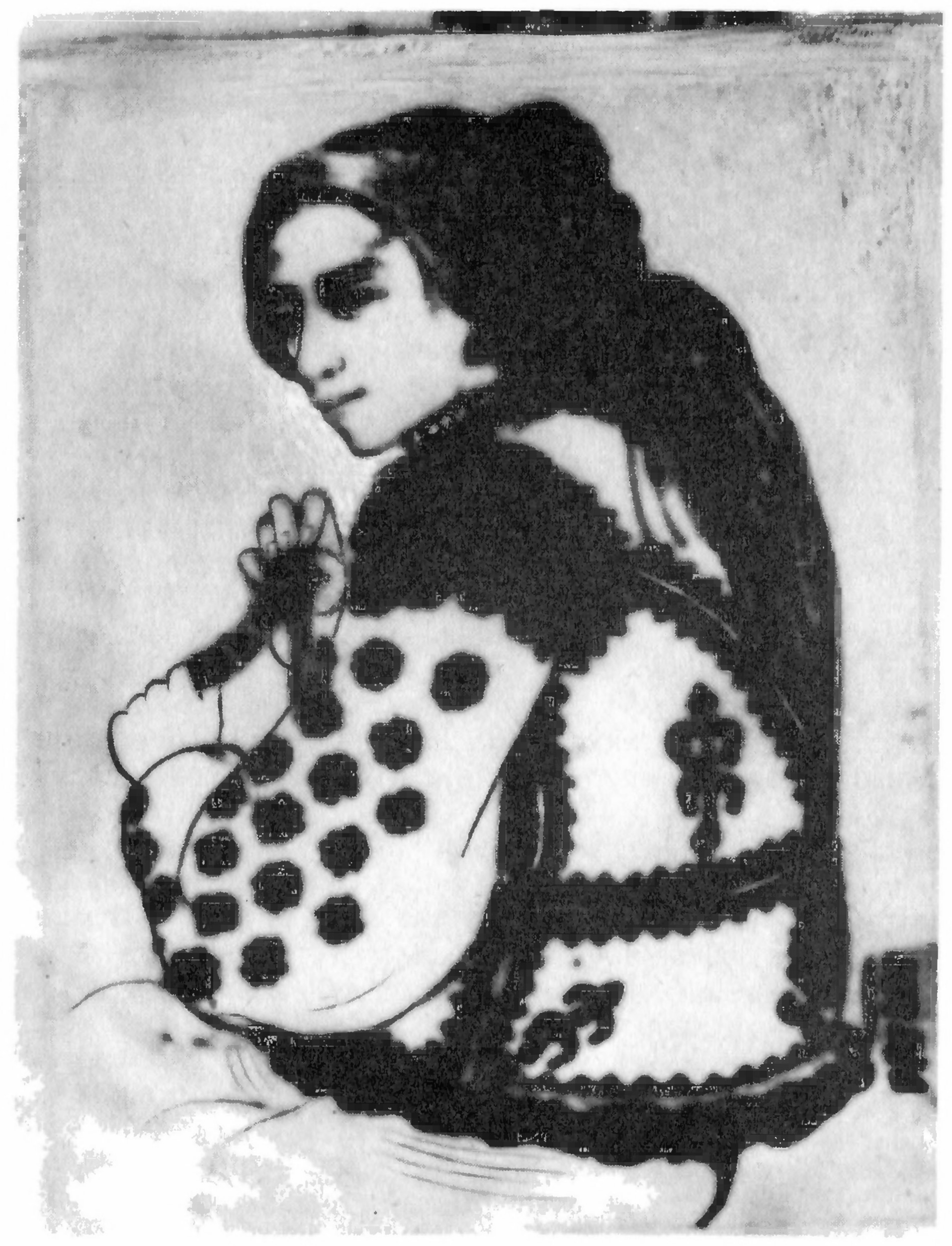
Коцюбинський М. Твори. Тіні забутих предків. № 02

2014 року у Вінниці проходив літературно-мистецький проєкт «Гастролі одного твору», присвячений 150-річчю від дня народження М. Коцюбинського. Подія включала в себе мініекспозицію робочого кабінету письменника, театралізовану презентацію мініекспозиції, створену на основі повісті Михайла Коцюбинського «Тіні забутих предків». Актори «Експериментального вуличного театру» Вінниці розповідали історію створення повісті, що чергувалася з театром тіней — уривками повісті. Усе дійство супроводжувалося відеоінсталяцією.